# Ølakademiet
Det Danske Ølakademi er stiftet i 2006 af Bryggeriforeningen og Den Skandinaviske Bryggerhøjskole. Akademiet arbejder for større viden om og gode oplevelser med øl. Akademiet afholder kurser om øl og har udviklet Det Danske Ølsprog i samarbejde med forbrugere og professionelle.